# Maison Leszczyński
Cette page explique l’histoire ou répertorie les différents membres de la famille Leszczyński.
La maison Leszczyński est une famille issue de la noblesse polonaise, dont les princes portent les armes du clan Wieniawa, lesquelles étaient accompagnées de la devise Qui Lescynsciorum genus ignorat, Poloniae ignorat (Qui ne connaît pas la maison Leszczyński, ne connaît pas la Pologne). La maison Leszczyński tire son nom de Leszczyna, un bourg de Leszno, en Grande-Pologne.
Nombre de rameaux et homonymes, titrés ou non, portaient d'autres armes. Il existe également des familles roturières qui portent le même nom.

## Personnalités
- Rafał Leszczyński (mort en 1441), chambellan de Kalisz (dignité honorifique de la Couronne), staroste-général de Grande-Pologne, ancêtre de la famille Leszczyński
- Rafał Leszczyński (en) (1526–1592), voïvode de Brześć Kujawski et castellan de Śrem
- Wacław Leszczynski (pl) (1576-1628), voïvode de Kalisz, grand chancelier de la Couronne
- Rafał Leszczynski (pl) (1579-1636), voïvode de Bełz, leader des calvinistes polonais
- Jan Leszczynski (pl) (1603-1678), grand chancelier de la Couronne
- Wacław Leszczynski (pl) (1605-1666), évêque de Varmie, primat de Pologne
- Przecław Leszczyński (pl) (1605-1670), voïvode de Dorpat
- Andrzej Leszczyński (pl) (1606–1651), voïvode de Dorpat
- Andrzej Leszczynski (pl) (1608-1658), primat de Pologne, grand chancelier de la Couronne
- Bogusław Leszczyński (1614-1659), grand trésorier et vice-chancelier de la Couronne
- Jan Leszczyński (pl) (mort en 1657), évêque de Kiev
- Rafał Leszczyński (1650-1703), grand trésorier de la Couronne, se marie avec Anna Jabłonowska
- Samuel Leszczyński (pl) (1637-1676), poète et voïvode de Dorpat
- Stanisław Leszczyński, (1677–1766), roi de Pologne puis duc de Lorraine, se marie avec Katarzyna Opalińska
- Anna Leszczyńska (1699-1717)
- Maria Leszczyńska (1703–1768), reine de France par son mariage avec Louis XV en 1725

## Armoiries
La maison de Leszczyński avait pour devise "Qui Lescynsciorum genus ignorat, Poloniae ignorat"

Armes du Roi Stanislas Ier
Armes de Stanislas en tant que Roi de Pologne, duc de Lorraine et de Bar
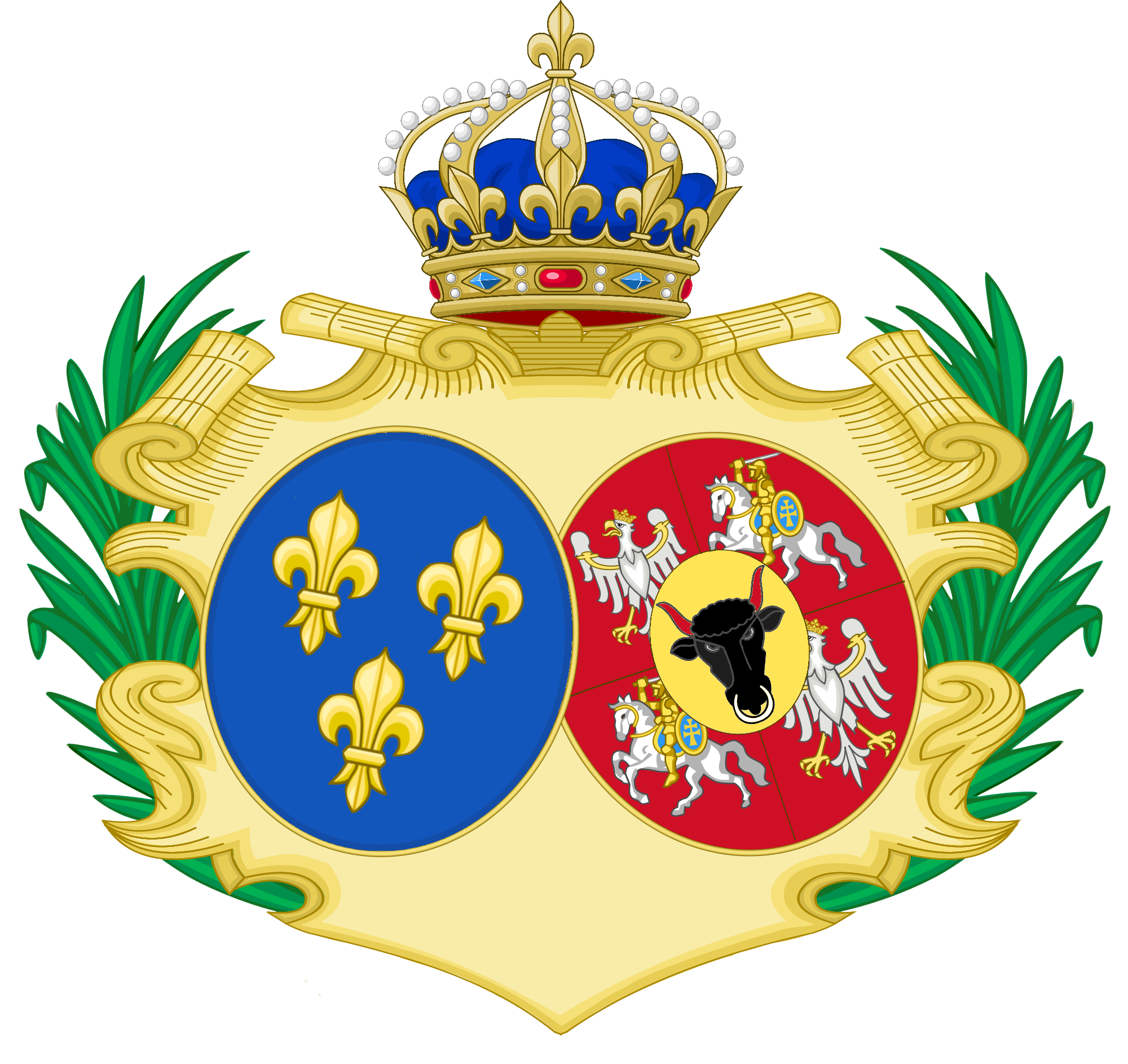
Armes de Maria Leszczyńska en tant que reine de France